# コネチカット州議会
コネチカット州議会（英語:The Connecticut General Assembly）は、アメリカ合衆国コネチカット州の州議会である。151名の下院と36名の上院からなる両院制である。州都ハートフォードで開催される。いずれの議会にも任期制限はない。
偶数年は2月から5月までが議会の会期である。奇数年は、州予算が完成する1月から6月までが会期となる。知事は会期終了後に臨時会期を招集する権利を持つが、議会は会期終了後に知事の拒否権を無効とする「拒否権発動会期」を招集することができる。
会期前半は、上下両院の会議は通常水曜日のみだが、会期末になると仕事量と締め切りが増えるため、毎日開かれるようになる。

## 歴史
後にコネチカット州となる3つの入植地（ハートフォード、ウィザーズフィールド、ウィンザー）は1633年に設立され、当初はマサチューセッツ湾会社が入植の委託を受けて統治していた。1636年にこの委託が失効し、コネチカット植民地が設立されると、議会は「ジェネラル・コルテ」として設置され、6人の判事と3つの町をそれぞれ代表する3人の委員から構成された。
1639年にはコネティカット基本条例が採択され、「ジェネラル・コート」と表記が変更され、行政、司法、立法の権限が正式に定められ、構成員は知事と6人の判事（それぞれ任期1年で選出）と町ごとに3人か4人の代議員（任期6ヶ月で選出）で構成されるように変更された。
判事と代議員は共に議席を持ったが、議決は別々に行われ、1645年には、可決するためには両グループの承認を得なければならないと定められた。1662年の憲章では、名称を総会に変更し、6人の判事を12人の補佐官に置き換え、町あたりの代議員の数を2人以下に減らした。1698年、議会は現在の二院制に移行し、12人の補佐官を評議会(the Council)、代議員を下院(House of Representatives)とした。
近代的な議会の形態（上院と下院に分かれ、行政・司法の権限は一切ない）は、1818年憲法に盛り込まれた。

## 設備
議会の委員会や議員連盟の会合のほとんどは近代的な立法府庁舎（LOB）で行われ、会期中はコネチカット州会議事堂で行われる。この2つのビルは、州間高速道路84号線のランプの下に伸びる「コンコース」と呼ばれるトンネルでつながっている。議員やその補佐官のオフィスもほとんどがLOBにあるが、州議会議事堂そのものを拠点とする議員もいる。
各委員会にはそれぞれ事務所があり、その大半はLOBに置かれている。いくつかの委員会（特に特別委員会）は、議事堂内に事務所を置いている。通常、委員長や筆頭委員は、所属する会派のエリアではなく、委員会事務所の近くに個人事務所を構えることを選ぶ。
議会には、カフェテリア、プライベート・ダイニングルーム、ニューススタンド、図書室などの施設も用意されている。

## 委員会
議会には26の委員会があり、そのすべてが合同委員会である。いくつかの委員会には小委員会があり、それぞれに委員長と専門分野がある。
ほとんどの法案は、上下両院で審議される前に、まず委員会制度を経なければならない。このルールの主な例外は、緊急認証法案、または「e-cert」で、これはまず委員会を通さずに議場で可決することができる。e-certは一般に、自然災害などの危機的状況や、期限切れが間近に迫っているために対応が遅れる場合に使用される。

### 委員会一覧
ほとんどの委員会は常設委員会であり、会期ごとに継続することが州法で認められ、義務付けられている。
州議会には、下記の常任委員会がある。
- Aging Committee
- Appropriations Committee
- Banks Committee
- Children Committee
- Commerce Committee
- Education Committee (K–12)
- Energy and Technology Committee
- Environment Committee
- Executive and Legislative Nominations Committee
- Finance, Revenue, and Bonding Committee
- General Law Committee
- Government Administration and Elections Committee
- Higher Education and Employment Advancement Committee
- Housing Committee
- Human Services Committee
- Insurance and Real Estate Committee
- Internship Committee
- Judiciary Committee
- Labor and Public Employees Committee
- Joint Committee on Legislative Management
- Planning and Development Committee
- Public Health Committee
- Public Safety and Security Committee
- Regulation Review Committee
- Transportation Committee
- Veterans' Affairs Committee

このうち、行政・立法指名委員会、インターン委員会、立法管理合同委員会、規制審査委員会は超党派とされ、各党の指導者が参加している。

### 特別委員会
一部の委員会は特別委員会であり、一定年数のみ機能し、その後、見直しのために招集される。ほとんどの特別委員会は、特定の期間に重要な問題を扱い、州が直面する特定の問題に対応して設置される。2013年現在、活動中の特別委員会はない。

### 役職
ほとんどの委員会の委員長は与党が務めるが、正式に超党派とみなされる委員会には、共和党と民主党の両会派から委員長が就任する。超党派の委員会とは、立法インターン委員会など、ほとんどが行政的な性質を持つ委員会のことである。ほとんどの委員会には、少数派筆頭委員（各委員会で党のリーダーを務める少数党の代表）がいる。
すべての委員会にスタッフがいる。4大委員会（歳出、財務、司法、公衆衛生）は、超党派の上級委員会管理者が率いる。それ以外の委員会は、多数党によって任命された委員会書記が率いる。多数党と少数党は書記補を任命する。
各委員会にはさらに、立法調査室、財政分析室、立法委員室から超党派の職員が配属され、それぞれ立法案や問題の調査、財政への影響の評価、法案の起草を行っている。

## 召喚権
議会は、コネチカット州法§2-46に基づき、召喚権を持っている。州最高裁判所であるコネチカット州最高裁判所の最近の判決は、この権限を明確にし、制限している。
§2-46は、コネチカット州議会に広範な召喚権を与えている。文書や証言を強制する権限は、上院議長、下院議長、またはいずれかの委員会（コネチカット州には合同委員会があり、各議会から委員長が選出される）の委員長のいずれかに与えられている。召喚された場合、応じない者には100～1000ドルの罰金、1カ月～1年の禁固刑が科せられる。
州議会は、限られた状況において、現職のコネチカット州知事を召喚する権限を持っている。コネチカット州最高裁判所は、ジョン・G・ローランド弾劾訴追の過程において、州議会対調査特別委員会（Office of the Legislature v. The Select Committee On Inquiry, 271 Conn. 540 (2004))で、州議会は州憲法に基づく職務権限に関連してのみ召喚状を発行できると判示した。弾劾はコネチカット州憲法第9条に基づく州議会の権限であるため、弾劾手続きに付随して州議会は知事の証言を強制することができる。
州議会が州裁判所の裁判官を召喚する権限についても、裁判所において明確化された。コネチカット州最高裁長官ウィリアム・"タコ"・サリバンの引退をめぐる論争の最中、コネチカット州議会は、まだ裁判官の座にあったサリバンの証言を召喚した。サリバン氏はコネチカット州上級裁判所で召喚状を争った。同裁判所は、Sullivan v. McDonald (WL 2054052 2006) において、州議会は弾劾手続きにおいて現職判事を召喚できると判決を下した。控訴審では、コネチカット州最高裁判所が全員で審理を辞退し、コネチカット州控訴裁判所判事による最高裁判所としての審理が行われた。召喚状を発行した司法委員会は、憲法上の確認権限と併せて召喚状を発行できると主張した。判決が出る前に、サリバンは自主的に証言した。

## 市民参加
議会の議事の大部分は一般公開されている。会期中、住民が審議中の法案について証言する機会を与えるために公聴会が定期的に開催される。
傍聴を希望する人々には、上下両院で傍聴席が用意されているが、各議場のフロアは通常、議員、スタッフ、インターン、そして「キャピトル・プレス・コープ」として知られる特定の報道関係者だけに制限されている。さらに、コネチカット・ネットワーク（CT-N）は、各会期の大半をテレビ放送で視聴できるようにしている。
一般市民は、特に下院の会議において、立法手続き中にしばしば紹介される。下院議員と上院議員は、議題が何も上程されていない場合、「個人的な特権」を主張し、家族または選挙区の住民を他の議員に紹介することができる。議員全員は、市民団体や青少年団体、特に優勝したスポーツチームをしばしば紹介する。一部の住民は、議員から特別な表彰を受けることもある。